# L'Argilaga
L'Argilaga és un poble del municipi de la Secuita (Tarragonès) situat a 170 m d'altitud, a la divisòria d'aigües entre el Francolí i el Gaià. Aquest agregat és el resultat de la unió de dos antics nuclis de població: l'Argilaga i Montbuí, i el punt d'unió és la plaça de l'església de Sant Roc. Les cases són de pedra amb planta baixa i un o dos pisos, i a vegades tenen golfes. El centre històric de l'Argilaga és una obra protegida com a bé cultural d'interès local.

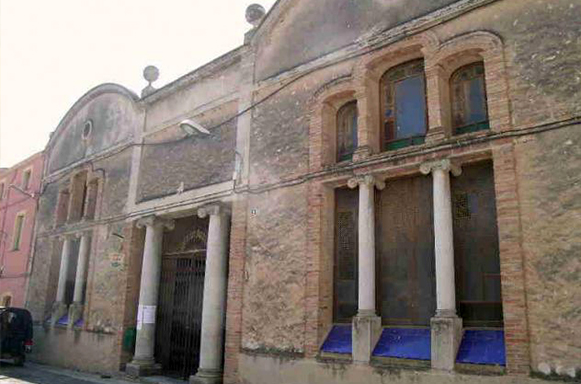
Cafè antic

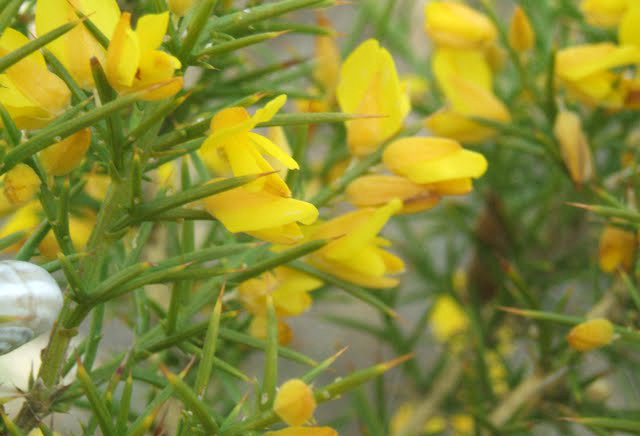
Ulex parviflorus o argelaga blanca

El nucli de l'Argilaga no va estar unit a la Secuita fins a l'any 1846, moment en què l'actual municipi de la Secuita va quedar configurat. El primitiu nucli està documentat al segle xiv però és possible que el seu origen estigui en la segona meitat del segle xii. Era un senyoriu privat que al segle xv pertanyia a Lluís de Montbuí. Arran de la invasió el 1428 dels senyors del Catllar, sembla que s'hi formà un segon nucli, molt proper a l'existent. El nucli inicial pertanyia a la família dels Montbuí i va prendre el nom de Montbui o de l'Argilaga de Montbuí, per tal de diferenciar-ho del nou, anomenat senzillament Argilaga que depenia dels senyors del Catllar). Al segle xix, l'Argilaga i Montbuí formaren un sol municipi, que pertanyia al partit judicial de Valls. L'any 1846 s'annexà a la Secuita.